# خرقان

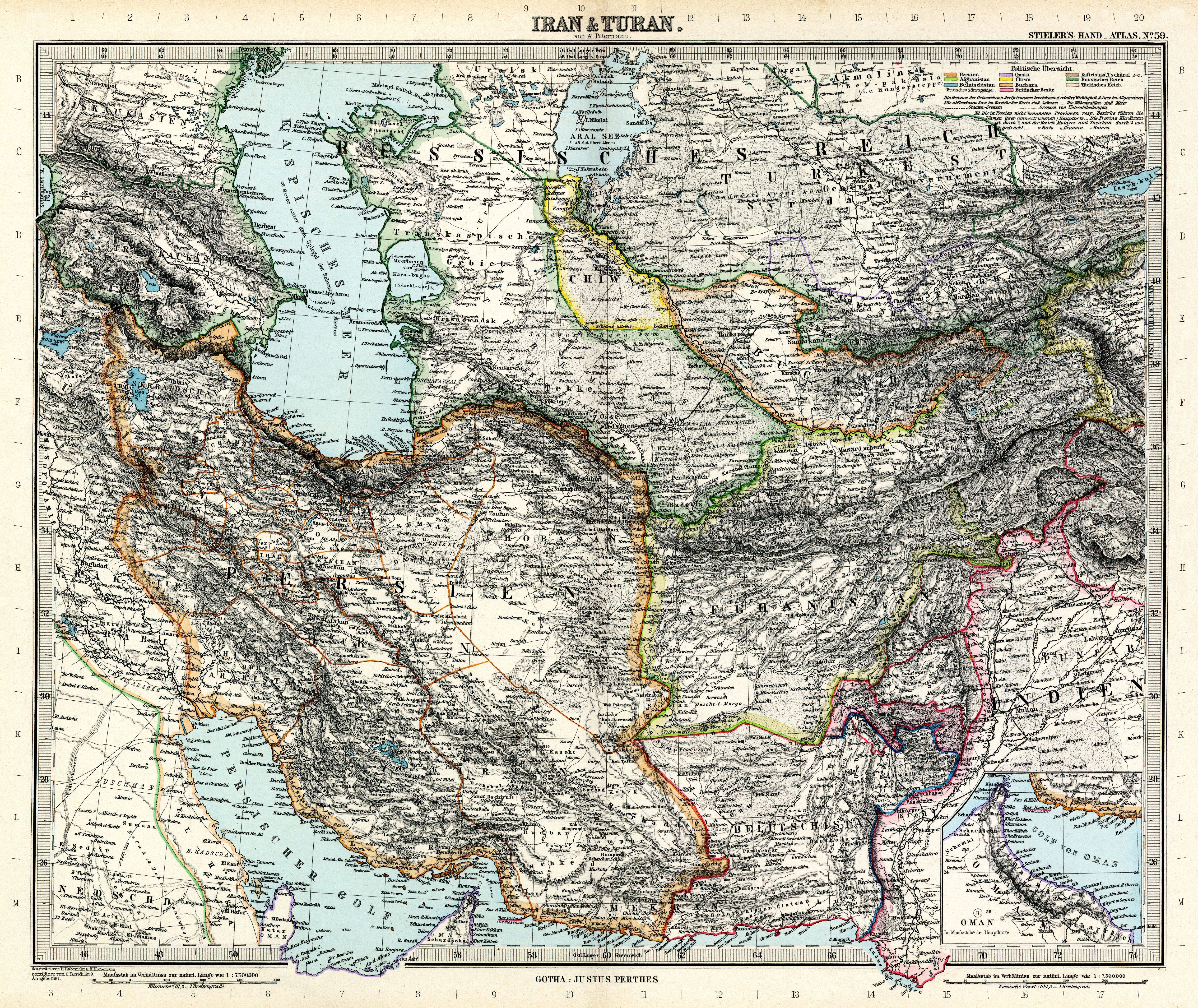
محدوده خرقان در کنار تهران و قزوین، با عنوان CHARAKAN در نقشه ایران و توران در دوره قاجاریه، که در سال ۱۸۹۱ به وسیلهٔ آدولف اشتیلر، نقشه‌نگار آلمانی ترسیم شده است.

 خَرَقان، (قاراقان، قره‌قان) نام ناحیه‌ای است محدود به این حدود:
مشرق: بوئین زهرا قزوین؛ مغرب: خمسه زنجان؛ شمال: تاکستان قزوین؛ جنوب: رزن همدان مرکز: آوج قزوین دارای سه بلوک است: خرقان افشار، خرقان بکشلو، خرقان قتلو. در کوه‌های خرقان مردم ترک زندگی می‌کنند که از ترک دوران سلجوقی هستند بخشی از آنان نیز از ایلات شاهسون معروف به بغدادی از شاهسون ایل قزلباش واست که به علت فتح بغداد توسط آنها در زمان دودمان صفوی به شاهسون بغدادی معروف شدند. مردمانش به زبان ترکی آذربایجانی سخن می‌گویند قسمتی از اراضی خرقان از رودهای خررود و کلنجین و آوه و رودک و قسمت عمده به وسیله چشمه‌سارهای متعدد مشروب می‌شود از جمله چشمه علی که دارای آب فراوان و در جوار کلنجین و مصرآباد واقع شده است در صورتی که چشمه مزبور از اراضی این دو قریه بیرون می‌آمد به هیچ‌وجه از آب آن استفاده نمی‌کردند و اراضی ده‌های زیردست از قبیل سراب بادقین و سکمس‌آباد را مشروب می‌نمود. در این بلوک معدن نمک ممتازی بود و هم‌چنین در کنار جاده شوسه تاکستان - همدان که از این بلوک می‌گذشت چشمه آب گوگردی بود که اهالی و مسافرین در آن استحمام می‌کردند. که به شهر آبگرم (آوج)است.خرقانین ولایتی است چهل پاره دیه است و از اقلیم چهارم، هوایش بسردی مایل است و آبش از آن چشمه‌ها که از آن کوه‌ها برمی‌خیزد و در او غله و میوه باشد و پنبه کمتر باشد مواضع آبه (آوج) و الیشار (علیشار) و کلنجین و طبشکری (طبلشکین) و ترک و الویر و سیف آباد از معظمات قرای آن، و حقوق دیوانی آن نه هزار و پانصد دینار است.
پرونده:Kharaghan_Twin_Towers.jpg|برج‌های تاریخی و کهن دوگانه خرقان (قاراقان) آرامگاه دو ترک سلجوقی که در دوران سلطان آلپ ارسلان ساجوقی بزرگ حدود ۱ هزار سال پیش ساخته شده است
خرقان در ابتدا قسمتی از ایلات ابهر به‌شمار می‌رفته و بعد از آن منطقه خمسه ابهر منطقه ابرچای یا ابهر رود ابهر و سپس منطقه قاقازان قرار داشته. منتها هارون الرشید بخشی از منطقه خرقان و قاقازان را از ابهر که در منطقه جبال قرار داشته جدا و به قزوین ملحق می‌کند. (حمدالله موستوفی تاریخ۷۷۷) رجوع شود به کتاب دایرةالمعارف بزرگ اسلامی جلد ششم از ابوعزه - احمدبن عبدالملک.

## نام
خوار در فارسی به زمین پست و هموار گفته می‌شود و این واژه در همین معنی در جاینام‌هایی چون خوارِ ری (گرمسار کنونی) دیده می‌شود. روستاهای مختلفی در ایران از قدیم خوارگان نام داشتند به معنی مجموعه زمین‌های پست و هموار. این نام در دوره‌های بعدی در این جاینام‌ها به صورت خوارقان و خرقان درآمد و در مورد شهری که امروزه آذرشهر نام گرفته نیز شکل دهِ خوارگان (روستای زمین‌های هموار) در شکل دهخوارقان باقی ماند که دوره معاصر به آذرشهر تغییر نام یافت.

## برج‌های دوگانه
برج‌های دوگانه خرقان دو برج آجری دوره سلجوقی هستند که با فاصله ۲۹ متری از یکدیگر و در فاصله یک کیلومتری روستای حصار از توابع دهستان خرقان غربی در شهرستان آوج قرار دارند. این بنا در ۲۳ خرداد ۱۳۵۶ به شماره ۱۳۹۵ در آثار ملی ایران به ثبت رسیده است.

## شغل مردمان
معمولاً اکثر روستاییان منطقه خرقان به دامداری و دامپروری و کشاورزی مشغول هستند و به زبان زبان ترکی آذربایجانی سخن می‌گویند و شیعه مذهب هستن عده زیادی از آنها که در سایر شهرها مانند قزوین تهران کرج قم سکونت دارند برای مثال در شهر تهران معمولاً در کار خرید و فروش آهن آلات در بازار آهن تهران مشغول هستند.

## نگارخانه

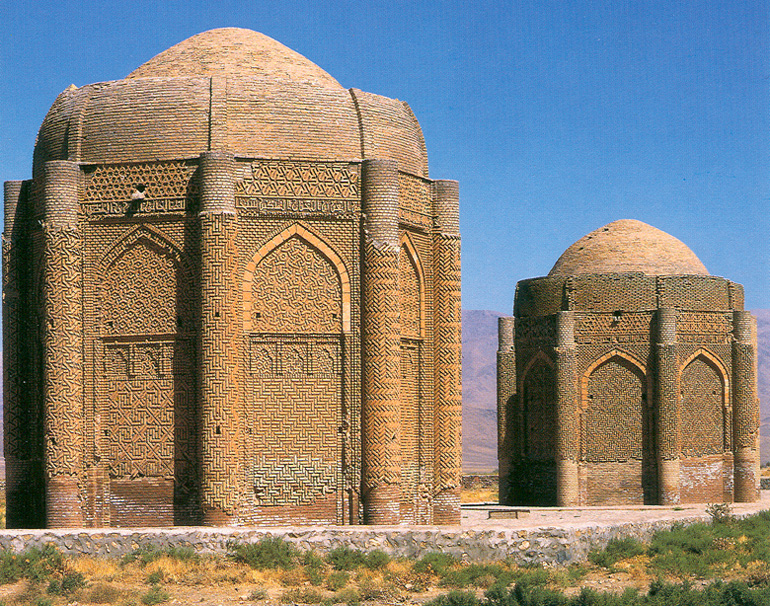
برج‌های دوگانه خرقان
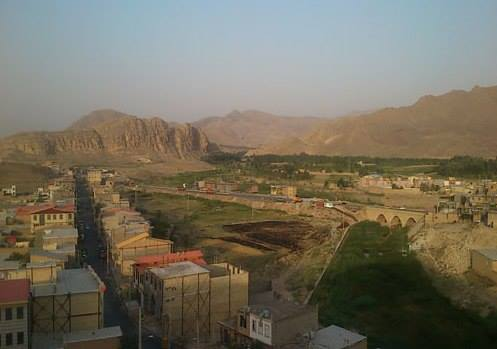
آبگرم (آوج)